# Cyborg 009 - La leggenda della supergalassia
Cyborg 009 - La leggenda della supergalassia (サイボーグ００９・超銀河伝説?, Saiborugu 009 - Gejikoban:cho ginga densetsu) è un film d'animazione del 1980 diretto da Masayuki Akehi.
Il film si basa sul manga Cyborg 009 di Shōtarō Ishinomori, ma percorre una trama completamente slegata dalla serie anime Cyborg - I nove supermagnifici andata in onda l'anno prima.
Il film è uscito il 20 dicembre 1980, mentre in Italia è stato pubblicato in direct-to video (DVD) dalla Yamato Video.

## Trama
All'inizio della storia, i nove Cyborg non fanno più parte dello squadrone da combattimento coordinato dal Dottor Gilmore, ma sono ciascuno dediti a differenti attività (Joe -009- è un pilota di formula uno, Francoise -003- è una ballerina, e così via). Il citato Prof. Gilmore, ormai in pensione, trascorre i suoi giorni in un istituto di ricerche scientifiche, accudendo Iwan -001-. Ma è proprio quest'ultimo, grazie ai suoi poteri telepatici a scoprire la presenza di una grave minaccia per il genere umano, che si concretizzerà in un'invasione aliena. Per fronteggiare tale eventualità, il dottor Gilmore è costretto, seppur a malincuore a riunire i cyborg, i quali assieme ad un alieno giunto presso il laboratorio a bordo di una misteriosa astronave, partono per quella che sarà, probabilmente, la loro ultima missione.

## Edizione italiana
Il doppiaggio italiano, dell'edizione italiana di Yamato Video, è stato eseguito da D.T.P. Roma, la cui traduzione dei testi è stata affidata a Irene Cantoni e il direttore del doppiaggio è stato Gabriella Rasero.